# Nürburg
Nürburg è un comune di 165 abitanti della Renania-Palatinato, in Germania.

Appartiene al circondario (Landkreis) di Ahrweiler (targa AW) ed è parte della comunità amministrativa (Verbandsgemeinde) di Adenau.
Nürburg è nota per il circuito automobilistico Nürburgring e per il castello da cui prende il nome.